# Péter Kincses
Péter Kincses (23 de maio de 1980) é um futebolista húngaro que atua como meio-campista no Újpest FC.